# Heilige Maria (Film)
Heilige Maria (persisch مریم مقدس, Maryam-e Muqaddasah) ist ein 2001 veröffentlichter iranischer Spielfilm über das Leben von Maria, der Mutter Jesu, aus islamischer Perspektive und orientiert sich an der Maria-Erzählung in der 19. Sure des Koran.
Der Film ist eine Kurzfassung der gleichnamigen elfteiligen iranischen TV-Serie aus dem Jahr 1997 und wurde wie die Serie unter anderem ins Englische übersetzt.